# التسلسل الزمني لمدينة الكويت
فيما يلي التسلسل الزمني لمدينة الكويت العاصمة وضواحيها.

## القرن 17-18
- 1610 - أقدم ذكر لتأسيس الكويت.[1]
- 1714 - أول وصول للعتوب إلى المنطقة، حيث بداية وصلوا إلى القرين جنوب الكويت، ثم انتقلوا بعدها إلى الكويت.[2]
- 1752 - أول حاكم للكويت وهو صباح بن جابر.[3]
- 1760 - بناء أول سور حول مدينة الكويت، وطوله 750 متراً.
- 1766 - نزوح آل خليفة من الكويت واستقرارهم في الزبارة بعد خلافات حول الحكم، وقيل ليكونوا قريبين من مغاصات اللؤلؤ في البحرين.[4]
- 1773 - وقع وباء عظيم في البصرة وبغداد والزبير والكويت ولم يبقَ من أهلها إلا القليل.[5]
- 1776 - 1779 - احتل جيش كريم خان الزندي حاكم بلاد فارس البصرة بعد حصار شديد، فهاجر الكثير من تجار البصرة إلى الكويت، فبدأت  السفن تفرغ بضائعها في الكويت بدلًا من البصرة، ومن ثم تنقل برًا إلى بغداد ودمشق وحلب، مما ترتب على ذلك رخاء مالي للكويت.[6]
- 1783 - معركة الرقة بين الكويت وإمارة بني كعب.[7]
- 1793 - انتقال المخزن التجاري البريطاني من البصرة إلى الكويت لمدة عامين.
- 1797 - تعاون الكويتيون مع حملة ثويني السعدون.[8]
- 1798 - بناء السور الثاني للكويت، حيث جرى تجديده سنة 1814.[9]

## القرن 19
- 1808 - حصار الكويت 1808 من قبل الأمير سعود بن عبد العزبز
- 1826 - ساهمت الكويت في فك حصار البصرة 1826 من قبل حمود بن ثامر السعدون.[10]
- 1836 - ساهمت الكويت في هجوم المحمرة 1837 الذي قام به والي بغداد علي رضا باشا ضد المحمرة.[11]
- 1861-1860 - اندلاع معركتي ملح ثم طينة بين الأمير عبد الله آل سعود وبين تحالف العجمان والمنتفق بقيادة راكان بن حثلين في الأراضي الكويتية، وانتهت بهزيمة للتحالف وإخراجهم خارج الكويت.[12]
- 1866 - قضية أرض الصوفية بين حاكم الكويت آنذاك الشيخ صباح بن جابر الصباح وبين أسرة آل زهير في محكمة البصرة ثم بغداد.[13]
- 1867 - مجاعة في الكويت سميت بسنة الهيلق، واستمرت حتى 1870م.[14]
- 1868-1869 - مساعدة الكويت لشيخ المحمرة جابر بن مرداو ضد قبيلة النصار.[15]
- 1869 - اعلان الكويت تبعيتها للدولة العثمانية وجعلها قائمقامية، وإعلان شيخها قائمقام الكويت.[16]
- 1871 - مساهمة الكويت في الحملة العثمانية على الأحساء 1871.[17]
- 1889 - أرسل الله دبًا عظيمًا -الجراد- على أهل الكويت، فأكل الزرع وأهلك الحرث والنسل وآذى الأطفال وامتلئت منه الآبار حتى انتنت، واستمرت شدته من 12 رمضان إلى 24 منه.[18]
- 1892 - في 7 ذي الحجة 1309 / 2 يوليو 1892 احترقت في الكويت بيوت عديدة، فكانت تحترق في اليوم والليلة عشر بيوت، فتشوش الناس واختلفوا في سبب ذلك، فمنهم من يقول أن الشيخ جابر بن عبد الله كان قد عمر قيصرية وخان في مقبرة للسادة وقد نهوا عن ذلك وحذروا فلم يسمعوا، وقيل أنه من فعل الإنجليز، كانوا يركبون بلورة تعكس أشعة الشمس مما تسبب بالحريق.[19]
- 1899 - توقيع المعاهدة البريطانية.

## القرن 20
- 1904 - بناء قصر السيف.
- 1912 - إنشاء بعثة الولايات المتحدة.
- 1915 - سالم المبارك الصباح يُصبح حاكم الكويت.
- 1918 - 26 أبريل/15 رجب 1336هـ منع جميع القوافل الخارجة من الكويت إلى نجد من حمل أي أموال معهم، خوفًا من نقلها إلى الشام[20]
- 1921 -
  - بناء سور المدينة.
  - أحمد الجابر الصباح يُصبح أميراً للبلاد.
- 1930 - إنشاء بلدية الكويت.
- 1936 - إنشاء المكتبة المركزية.
- 1948 - تعداد السكان يصل إلى 80 ألف.
- 1957 -
  - هدم سور المدينة.
  - إنشاء متحف الكويت الوطني.
- 1961 - إنشاء الصندوق الكويتي للتنمية الاقتصادية العربية.
- 1962 -
  - تُصبح المدينة جزءً من محافظة العاصمة الحديثة.
  - افتتاح جريدة الوطن.
- 1963 - افتتاح مجلس الأمة الكويتي.
- 1965 - افتتاح شركة النقل الكويتية.
- 1966 - افتتاح جامعة الكويت.
- 1967 - افتتاح منظمة المدن العربية في كيفان.
- 1972 - افتتاح جريدة القبس.
- 1974 - الهجوم على السفارة اليابانية في الكويت.
- 1975 - افتتاح المدرسة الباكستانية الدولية.
- 1976 -
  - افتتاح جريدة الأنباء.
  - بناء أبراج المياه في الكويت.
- 1979 -
  - بناء أبراج الكويت.
  - سالم صباح ناصر مبارك يصبح محافظاً للعاصمة.
- 1980 -
  - افتتاح مؤسسة البترول الكويتية.
- 1982 - إنشاء مبنى مجلس الأمة.
- 1983 -
  - تفجيرات الكويت 1983
  - إنشاء دار الآثار الإسلامية.
- 1985 - جابر عبد الله جابر عبد الله يُصبح محافظاً للعاصمة.
- 1986 - إنشاء المسجد الكبير.
- 1990 - الغزو العراقي للكويت.
- 1991 - تحرير الكويت.
- 1993 - بناء برج التحرير.
- 1994 - افتتاح مكتبة الكويت الوطنية.
- 1995 - تعداد السكان في مدينة الكويت 28,747.
- 1998 - بناء واجهة شرق البحرية.

## القرن 21

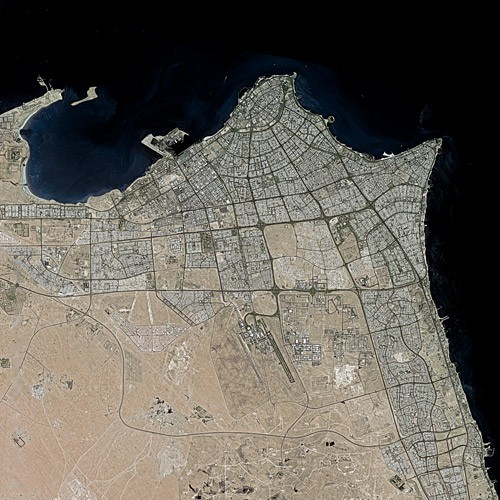
منظر جوي لمدينة الكويت وضواحيها في 2004.

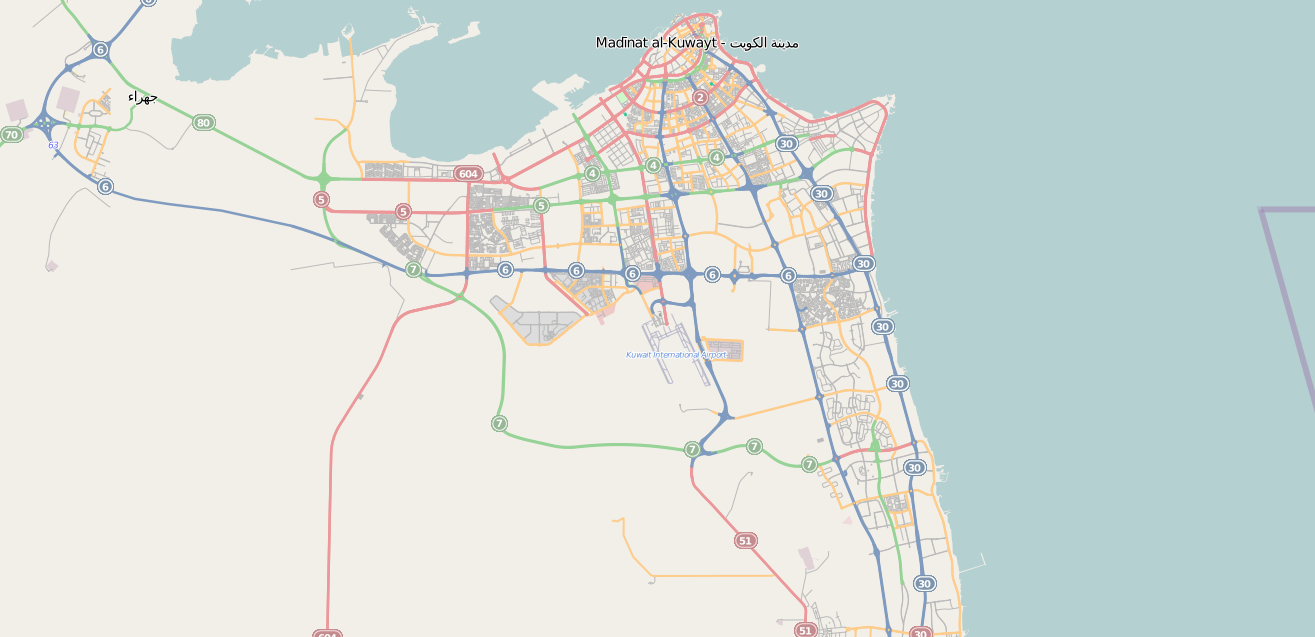
خريطة مدينة الكويت في 2011.

- 2001 - تعداد السكان في مدينة الكويت 388,532.
- 2003 - افتتاح متحف الفن الحديث.
- 2004 -
  - بناء برج مؤسسة البترول الكويتية.
  - افتتاح الجامعة الأمريكية في الكويت في منطقة السالمية.
- 2005 - بناء برج دار العوضي.
- 2006 - دخول المرأة حق الترشح لأول مرة في انتخابات مجلس الأمة الكويتي 2006.
- 2008 - بناء محطة جديدة لمطار الكويت الدولي.
- 2009 - بناء برج الراية.
- 2011 - بناء برج الحمراء.
- 2014 - تعداد السكان يصل إلى 538,053 في العاصمة.
- 2015 - تفجير مسجد الإمام الصادق.